# 卡拉莫纳奇
卡拉莫纳奇（義大利語：Calamonaci），是意大利阿格里真托省的一个市镇。总面积32.59平方公里，人口1399人，人口密度42.9人/平方公里（2009年）。ISTAT代码为084006。